# Eddie Edwards
Eddie Edwards (nacido el 30 de diciembre de 1983) es un luchador profesional estadounidense. Trabaja para Impact Wrestling (IW), donde ganó el Campeonato Mundial Peso Pesado de TNA, es un cinco veces Campeón Mundial en Parejas de la TNA con Davey Richards y una vez Campeón de la división X de TNA, que lo convierte en Campeón de Tres Coronas.
Es conocido por luchar en Ring of Honor (ROH), donde él es un ex Campeón Mundial de ROH, el inaugural Campeón Mundial Televisivo de ROH y un dos veces Campeón Mundial en Parejas de ROH con su compañero Davey Richards como The American Wolves. Ganó el torneo Survival of the Fittest de ROH en noviembre de 2010 lo que lo propulsó a ganar el Campeonato Mundial. Su victoria del Campeonato Mundial lo hizo el primer luchador en ganar la Triple Corona de ROH. También fue un habitual en la promoción basada en el sur de California Pro Wrestling Guerrilla (PWG) y ha realizado varias giras por Japón con Pro Wrestling NOAH.
Es cuatro veces campeón mundial al ser dos veces Campeón Mundial (de Peso Pesado) de la TNA/Impact, una vez Campeón Mundial de ROH y una vez Campeón Peso Pesado de la GHC.

## Carrera de lucha libre profesional

### Otras promociones
Edwards ha competido para numerosas promociones independientes a lo largo de su carrera, destacándose New England Championship Wrestling (NECW), Top Rope Promotions (TRP), Maryland Championship Wrestling y la Millennium Wrestling Federation (MWF). También ha competido para MXW Pro Wrestling, Defiant Pro Wrestling, Power League Wrestling, Showcase Pro Wrestling y Big Time Wrestling.

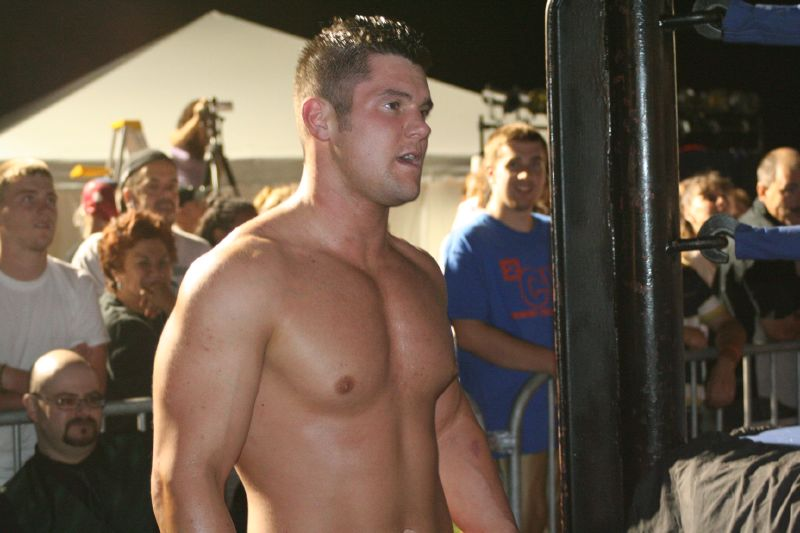
Edwards en un evento de 2CW en agosto de 2008.

El 5 de febrero de 2003, Edwards se convirtió en el primer Campeón Televisivo de la MWF, derrotando a Jerelle Clark en la final de un torneo para coronar al campeón inaugural. Ocupó el título durante más de dos años y medio, antes de perderlo ante Tommaso Ciampa en un three-way match, también incluyendo a A.J. Styles.
En enero de 2007, Edwards comenzó a luchar para Squared Circle Wrestling (2CW). Como parte de 2CW él luchó contra John Walters, C.W. Anderson, Samoa Joe y desafió a Slyck Wagner Brown por el título de 2CW en agosto de 2008. Edwards ganó su primer título en 2CW, el Campeonato en Parejas de 2CW junto a Davey Richards, el 2 de abril de 2010. Ellos retuvieron el campeonato durante cuatro meses antes de perderlo ante Colin Delaney y Jimmy Olsen el 22 de agosto.
El 9 de junio de 2007, Edwards compitió en el torneo anual Iron 8 de NECW, donde derrotó a Gary Cassidy en su primera lucha de la ronda. Más tarde esa noche, venció a Bobby Fish, Brandon Locke y a Brian Fury en la final, en un four-way Iron Man match, para ganar el torneo. El límite de tiempo había sido alcanzado con un cuádruple empate con cada luchador en dos pinfalls, así que Edwards ganó en tiempo extra de muerte súbita, durante el cual Fish se rompió el tobillo.
El 30 de noviembre de 2012, él y Roderick Strong, anunciados como los Dojo Bros, ganaron el Campeonato en Parejas de la Premiere Wrestling Xperience.
En agosto de 2013, después de que sus contratos con ROH habían expirado, Edwards y Davey Richards participaron en un campo de pruebas para la WWE, donde fueron descritos como "sobresalientes". El 18 de noviembre, Edwards y Richards entraron en el WWE Performance Center en Orlando, Florida para otra semana de prueba. Tres días después, Edwards y Richards hicieron su debut en WWE NXT; utilizando el nombre de equipo "The American Pitbulls" y anunciados como John Cahill y Derek Billington respectivamente, perdieron ante los Campeones en Parejas de la NXT The Ascension (Konnor y Viktor) en un combate no titular.

### Pro Wrestling NOAH (2005–2013)
El 20 de agosto de 2005, Edwards inició su primera gira con la promoción japonesa Pro Wrestling NOAH. Durante la gira, que duró hasta el 18 de septiembre, Edwards luchó principalmente en luchas de apertura, perdiendo todas ellas. Durante el año 2006, Edwards hizo dos giras más con NOAH, primero en abril y la segunda en noviembre. El 2 de diciembre, Edwards obtuvo su primera victoria en NOAH, cuando él y Doug Williams derrotaron a Shuhei Taniguchi y Yoshinari Ogawa en una lucha en parejas, con Edwards cubriendo a Taniguchi para la victoria. Durante los próximos años, Edwards continuó haciendo dos giras para NOAH por año y ahora habían comenzado a ganarse luchas titulares en la promoción. En 25 de mayo de 2007, Edwards y Ted DiBiase, Jr. desafiaron sin éxito a Kentaro Shiga y Kishin Kawabata por el Campeonato en Parejas Hardcore de GHC, y el 28 de noviembre de 2008, Edwards desafió también infructuosamente a Kenta por el Campeonato Peso Pesado Junior de GHC. Durante las giras, Edwards formó una alianza con Ricky Marvin, con quien participó en las Nippon TV Cup Jr. Heavyweight Tag Leagues de 2008 y 2009, con los dos llegando a las semifinales en el último. En la edición 2010 del torneo, Edwards y Roderick Strong llegaron a la final, antes de perder ante el equipo de Atsushi Aoki y Kenta. El 29 de enero de 2011, Edwards recibió su segunda oportunidad por el Campeonato Peso Pesado Junior de GHC, pero fue derrotado por el campeón defensor, Kotarō Suzuki. En abril de 2012, Edwards participó en su primera Global Tag League, haciendo equipo con Colt Cabana. Después de dos victorias, un empate y cuatro derrotas, el equipo fue eliminado del torneo, pero después fue galardonado con el premio Technique. Edwards entonces formó una nueva asociación con Bobby Fish, con quien participó en la Nippon TV Cup Jr. Heavyweight Tag League de 2012 y la Global Tag League de 2013. Edwards volvió a NOAH a finales de octubre de 2013 a participar en el torneo de la Global League Tournament de 2013. A pesar de grandes victorias sobre el entonces Campeón Peso Pesado de GHC Kenta y Katsuhiko Nakajima, terminó último en su bloque.

### Ring of Honor

#### 2006–2008
Edwards hizo su debut en Ring de Honor (ROH) el 22 de diciembre de 2006 en International Challenge, perdiendo ante Austin Aries. Su segunda aparición de ROH fue un mes más tarde, cuando perdió ante Jack Evans en Dedicated el 26 de enero de 2007.
El 11 de abril de 2008 en Bedlam In Beantown, después de derrotar a Jigsaw, Edwards aceptó la propuesta de Larry Sweeney de unirse a su stable, Sweet and Sour, Inc. Su primera lucha como parte de Sweet and Sour, Inc. fue una lucha en parejas contra Erick Stevens y Pelle Primeau el 12 de abril en Injustice, que gannaron Edwards y su compañero en el stable Chris Hero. Después de esta lucha, tomó un hiato de ROH hasta Up For Grabs en junio, cuando perdió ante Claudio Castagnoli. En septiembre de 2008, Sweet and Sour, Inc. y Edwards en particular, se vieron envueltos en una rivalidad con Erick Stevens, llevando a diversas combinaciones de los miembros del stable a enfrentarse a Stevens y un surtido de compañeros de equipo. Esto incluyó una lucha en donde Stevens y Brent Albright derrotaron a Edwards y Adam Pearce en el pay-per-view Driven.
Ese mismo año, en diciembre, Edwards comenzó a hacer equipo con otro miembro Sweet and Sour, Inc., Davey Richards, como The American Wolves. Su primera lucha como equipo fue el 26 de diciembre, en All Star Extravaganza IV, donde perdieron ante The Briscoe Brothers (Jay y Mark) en un three-way elimination tag team match, donde también participaron Claudio Castagnoli y Nigel McGuinness. La noche siguiente en Final Battle 2008, The American Wolves, junto a Gō Shiozaki, perdieron ante Brent Albright, Roderick Strong y Erick Stevens en una New York City Street Fight. Más tarde esa noche, atacaron y lesionaron a Mark Briscoe.

#### 2009–2010
Cuando 2009 comenzó, empezaron a aspirar al Campeonato Mundial en Parejas de ROH, perdiendo ante los campeones Kevin Steen y El Generico en numerosas ocasiones. Eventualmente ganaron el campeonato el 10 de abril, en las grabacioes del programa de TV Ring of Honor Wrestling, en un Tables Are Legal tag team match. Edwards y Richards pasaron a defender el campeonato contra equipos conformados por los mejores luchadores de ROH, incluyendo a Tyler Black y Bryan Danielson y contra los excampeones Kevin Steen y El Generico en Manhattan Mayhem III en una lucha de sumisión.
El 25 de septiembre, Edwards sufrió un codo roto en un Anything Goes match contra Kevin Steen. A pesar de la lesión, fue capaz de competir al día siguiente en una Ladder War contra Steen y Generico, en el que The American Wolves retuvieron los campeonatos. Edwards se sometió a una cirugía exitosa el 6 de octubre, después de que la cirugía fuera pospuesta del 1 de octubre. A su regreso a ROH el 19 de diciembre en Final Battle 2009, The American Wolves perdieron el Campeonato Mundial en Parejas ante The Briscoe Brothers.

#### 2010–2012
En 2010, Edwards compitió en un torneo para determinar al inaugural Campeón Mundial Televisivo de ROH. Derrotó a Colt Cabana y Kevin Steen de camino a la final, donde derrotó a su compañero de equipo Richards para convertirse en el campeón inaugural el 5 de marzo. Hizo su primera defensa del campeonato en las grabaciones de televisión de Ring of Honor Wrestling la noche siguiente, derrotando a Cabana y pasó a defender con éxito el campeonato el 20 de marzo al derrotar a Petey Williams. En las grabaciones de Ring of Honor Wrestling en mayo, Edwards presentó el "10 Minute Hunt", en donde si su oponente podía derrotar a Edwards en 10 minutos o durar 10 minutos, este recibiría una futura oportunidad por el Campeonato Mundial Televisivo de ROH.

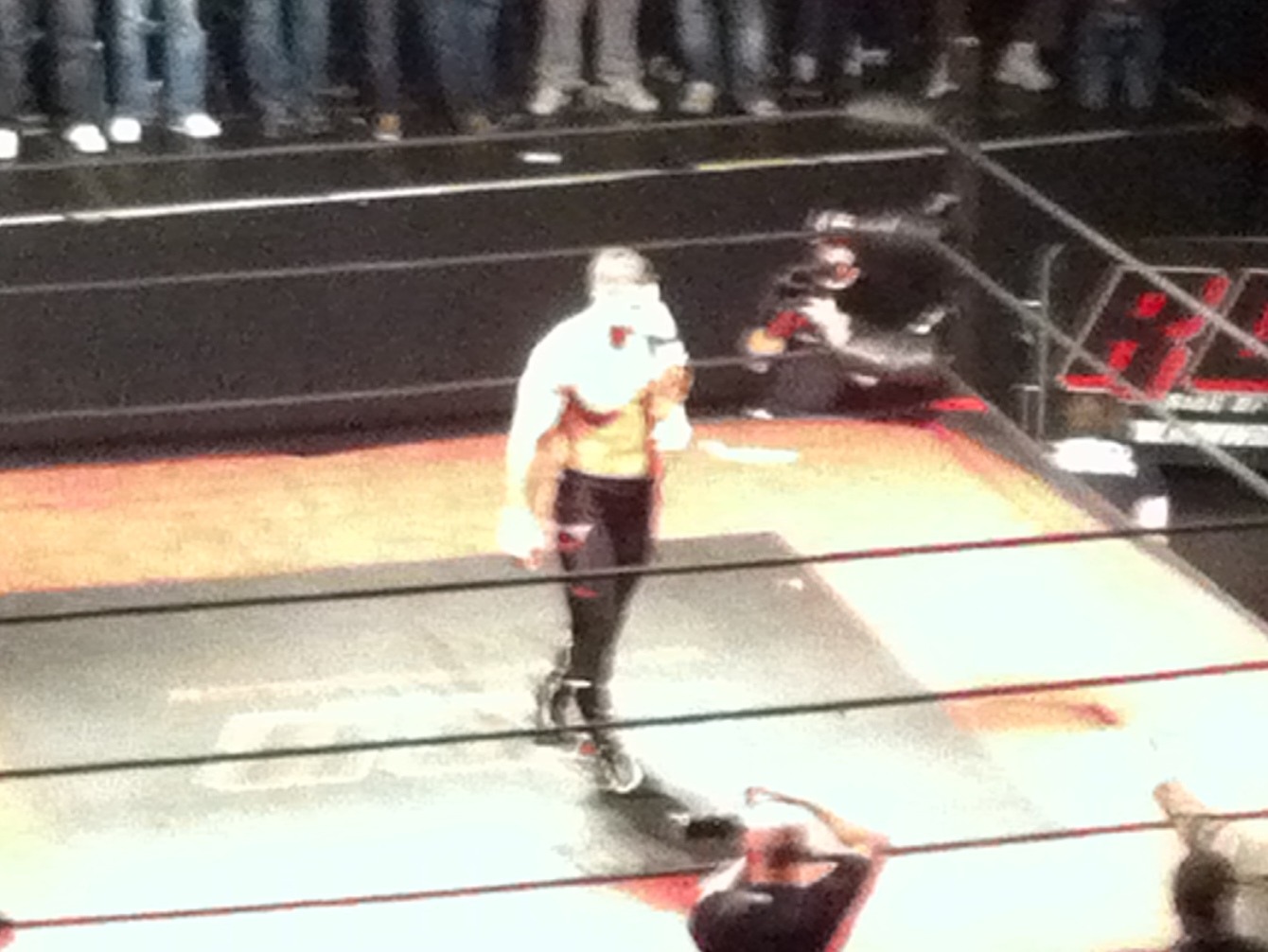
Edwards como Campeón Mundial de ROH en abril de 2011.

Durante un combate en las grabaciones de televisión de Ring of Honor Wrestling el 16 de julio, Davey Richards perdió ante Roderick Strong después de que rehusó la asistencia de Shane Hagadorn, el mánager de The American Wolves. Luego, Richards atacó a Hagadorn cuando Hagadorn clamó que él fue quien hizo a Richards el mejor luchador del mundo, y Edwards se puso del lado de Richards, poniendo fin a su asociación con Hagadorn. El 8 de septiembre de 2010, Ring of Honor anunció que Edwards había firmado una extensión de contrato con la empresa. Esa semana, defendió con éxito el Campeonato Mundial Televisivo de ROH contra dos miembros de The Embassy. Derrotó a Erick Stevens el 10 de septiembre, antes de derrotar a Shawn Daivari en Glory By Honor IX la noche siguiente.
El 12 de noviembre de 2010, Edwards ganó el torneo Survival of the Fittest de 2010. Derrotó a Chris Hero en la primera ronda para avanzar a la final, un six-man elimination match, en el que finalmente eliminó a Kenny King vía sumisión para ganar. Al mes siguiente, el 9 de diciembre, Edwards derrotó a Mark Briscoe para retener el Campeonato Mundial Televisivo de ROH en las grabaciones de Ring of Honor Wrestling, antes de perderlo ante Christopher Daniels en la segunda noche de grabaciones de televisión al día siguiente. El 19 de marzo de 2011 en Manhattan Mayhem IV, Edwards derrotó al campeón Roderick Strong para ganar el Campeonato Mundial de ROH por primera vez. Su victoria lo hizo la primera persona en ganar la Triple Corona de ROH, habiendo ya ganado el Campeonato Mundial en Parejas, el Campeonato Mundial Televisivo y el Campeonato Mundial en la promoción. Edwards hizo su primera defensa del título el 1 de abril, derrotando a Christopher Daniels en la primera noche de Honor Takes Center Stage para retener el campeonato. El 26 de junio en Best in the World 2011, Edwards perdió el Campeonato Mundial de ROH ante Davey Richards.
Edwards luchó luego ante a Roderick Strong en un "Ringmaster Challenge" two out of three falls match en Death Before Dishonor IX en septiembre, el ganador ganando una lucha garantizada por el Campeonato Mundial de ROH. Con una caída cada uno, Edwards y Strong compitieron en un Iron Man match de 15 minutos para la tercera caída, que Edwards ganó durante tiempo extra. Con el fin de prepararse para su lucha por el Campeonato Mundial, Edwards comenzó a entrenar con Dan Severn para contrarrestar los movimientos de artes marciales mixtas de Richards. En Final Battle 2011, Severn acompañó a Edwards al ring para su revancha con Richards, en la que Edwards no tuvo éxito en recuperar el Campeonato Mundial de ROH. En las grabaciones del 7 de enero de 2012 de Ring of Honor Wrestling, Edwards formó una nueva asociación con Adam Cole, frente a Davey Richards y Kyle O'Reilly. En el show de ROH Homecoming el 20 de enero, fue anunciado que Edwards sería incapaz de competir durante ese fin de semana debido a una infección por estafilococos, aunque aun así hizo una aparición para ayudar a Cole. El 4 de marzo en 10th Anniversary Show: Young Wolves Rising, Edwards y Cole derrotaron a Davey Richards y Kyle O'Reilly en el evento principal. El 16 de diciembre en Final Battle 2012: Doomsday, Edwards se reunió con Davey Richards en una lucha en parejas, donde derrotaron a Bobby Fish y Kyle O'Reilly.

#### 2013

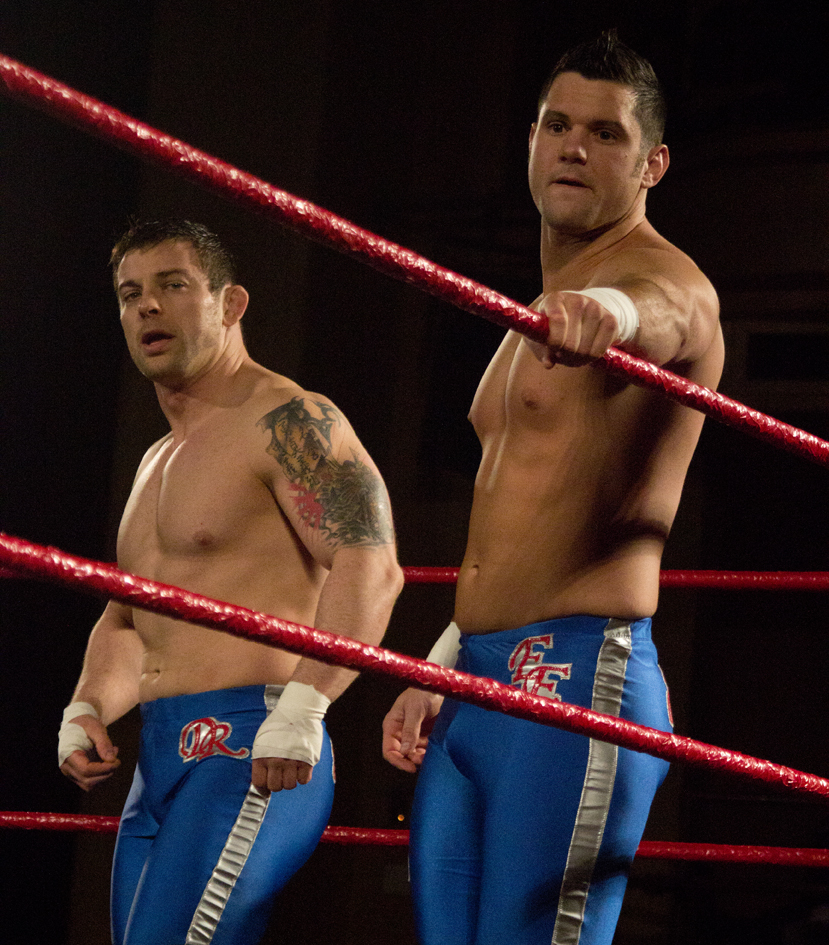
Edwards (derecha) con Davey Richards en Supercard of Honor VII en abril de 2013.

Después de su victoria, The American Wolves recibieron una oportunidad por el Campeonato Mundial en Parejas de ROH, pero fueron derrotados por los campeones defensores, The Briscoe Brothers, el 18 de enero de 2013. El 3 de agosto, The American Wolves derrotaron a los Forever Hooligans (Alex Koslov y Rocky Romero) para ganar el Campeonato Mundial en Parejas de ROH por segunda vez. Ellos perdieron el título ante reDRagon (Bobby Fish y Kyle O'Reilly) el 17 de agosto. El 20 de septiembre en Death Before Dishonor XI, he American Wolves desafiaron sin éxito a Forever Hooligans por el Campeonato en Parejas Peso Pesado Junior de la IWGP de New Japan Pro Wrestling. El 14 de diciembre en Final Battle 2013, Edwards luchó su lucha de despedida de ROH, donde él y B.J. Whitmer derrotaron a Jay Lethal y Roderick Strong. Tras la lucha, Edwards fue atacado por Whitmer, Strong y Jimmy Jacobs.

### Pro Wrestling Guerrilla (2011–2013)
Edwards hizo su debut en Pro Wrestling Guerrilla (PWG) el 4 de marzo de 2011, haciendo equipo con Davey Richards para participar en el quinto torneo anual DDT4. Después de derrotar a los RockNES Monsters (Johnny Goodtime y Johnny Yuma) en la primera ronda, Edwards y Richards fueron eliminados en las semifinales por los eventuales ganadores The Young Bucks (Matt y Nick Jackson). Poco tiempo después, Edwards se convirtió en miembro del roster. Durante All Star Weekend 8 el 27 y 28 de mayo, Edwards obtuvo sus primeras victorias individuales en PWG, derrotando a Alex Shelley y El Generico en Night One y Night Two, respectivamente. El 20 de agosto, Edwards tomó parte en la 2011 Battle of Los Angeles, derrotando a Roderick Strong en la primera ronda antes de perder contra el Campeón Mundial de la PWG Kevin Steen en la lucha semifinal no titular.
En Fear el 10 de diciembre, Edwards y Richards se reunieron para derrotar al Super Smash Brothers (Player Uno y Stupefied). Edwards recibió su primera oportunidad por el Campeonato Mundial de la PWG el 17 de marzo de 2012, en World's Finest. Tenía programado luchar contra el campeón El Generico en una revancha de su encuentro en All Star Weekend 8; la lucha se convirtió en un three-way que incluyó a Kevin Steen, quien posteriormente cubrió a Edwards y recuperó el campeonato. Edwards hizo su regreso a Battle of Los Angeles el 1 y 2 de septiembre. Derrotó a Kyle O'Reilly en la primera ronda, antes de ser eliminado en los cuartos de final por Adam Cole, quien finalmente ganó el torneo. En Mystery Vortex, que tuvo lugar el 1 de diciembre, Edwards hizo equipo con Roderick Strong bajo el nombre de "Dojo Bros" y ganaron consecutivamente dos luchas en parejas; primero derrotando a The Young Bucks en el combate inaugural y luego a los Campeones Mundiales en Parejas de la PWG Super Smash Brothers en un combate no titular. El 23 de marzo de 2013, los Dojo Bros recibieron una oportunidad por el Campeonato Mundial en Parejas de la PWG, poseído ahora por The Young Bucks, pero fueron derrotados por los campeones defensores. El 21 de diciembre, los Dojo Bros derrotaron a Fox AR y Rich Swann en la lucha de despedida de Edwards de la PWG.

### Total Nonstop Action Wrestling/Impact Wrestling (2014–presente)

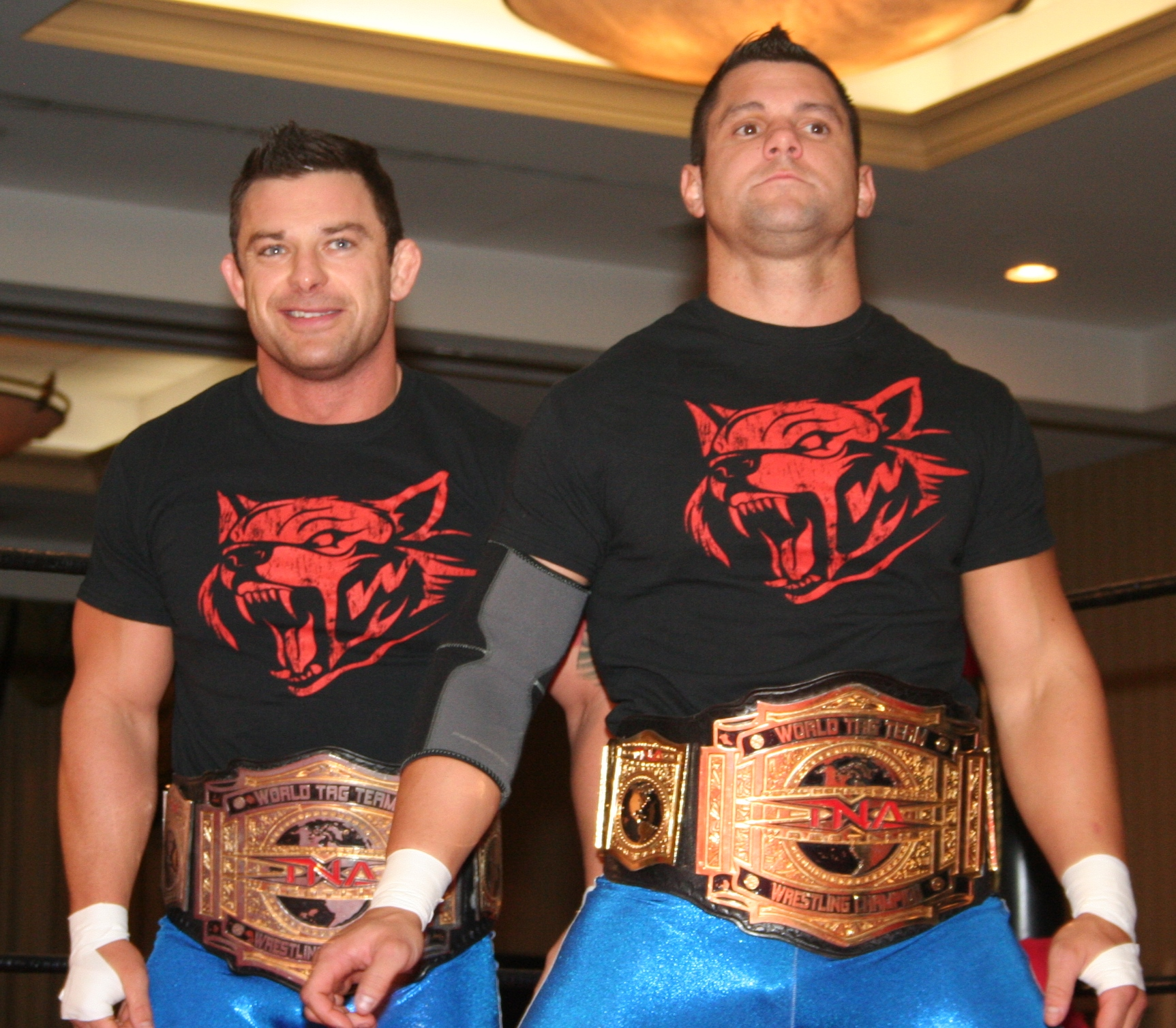
Edwards y Richards como Campeones Mundiales en Parejas de la TNA durante su segundo reinado en agosto de 2014.

El 16 de enero de 2014, Edwards y Richards aparecieron en la primera semana de especial Genesis de Impact Wrestling como The Wolves. Como parte de la trama de su debut, revelaron que habían firmado contratos con un nuevo inversor en TNA en un segmento tras bastidores con Dixie Carter; el inversor más tarde fue revelado en ser MVP. The Wolves hicieron su debut en el ring en un six-man Tag Team Match, haciendo equipo con Samoa Joe para derrotar a The BroMans (Robbie E, Jessie Godderz y Zema Ion). El 23 de febrero, The Wolves ganaron el Campeonato Mundial en Parejas de la TNA por primera vez al derrotar a The BroMans. Después de un reinado de una semana, The Wolves perdieron el campeonato ante The BroMans en el evento de WRESTLE-1 Kaisen: Outbreak en Tokio, Japón en un Three-Way Match, que también incluyó a Team 246 (Kaz Hayashi y Shūji Kondō). El 27 de abril en Sacrifice, The Wolves recuperaron el campeonato al derrotar a Robbie E, Godderz y DJ Z en un 2-on-3 Handicap Match. El 15 de junio de 2014 en Slammiversary XII Edwards compitió en un Six-Way Ladder Match por el Campeonato de la División X de la TNA, que fue ganado por Sanada. The Wolves volvieron a WRESTLE-1 el 6 de julio, defendiendo con éxito el Campeonato Mundial en Parejas de la TNA contra Junior Stars (Kōji Kanemoto & Minoru Tanaka). También retuvieron el campeonato en luchas contra Bram y Magnus y The Hardys (Matt & Jeff Hardy). En las grabaciones del 19 de septiembre de Impact Wrestling, Edwards y Richards perdieron el campeonato ante The Revolution (James Storm y Abyss). pero recuperaron los títulos de ellos el 30 de enero de 2015.
El 15 de febrero, Edwards sufrió un talón roto durante un partido especial contra su compañero Davey Richards en las grabaciones de One Night Only X-Travaganza, y requirió cirugía. Como consecuencia de la lesión, The Wolves dejaron vacante el Campeonato Mundial en Parejas de la TNA en las grabaciones del 13 de marzo. En el episodio en vivo del 8 de mayo de 2015 de Impact Wrestling, regresó, y él y Davey Richards lanzaron un reto a Bobby Roode y Austin Aries a una serie del mejor de 5 series por Campeonato Mundial en Parejas de la TNA. The Wolves ganaron las 2 primeras luchas y Dirty Heels ganaron las dos siguientes. En Slammiversary, Aries derrotó a Richards, por lo que eligió la estipulación para la última lucha de la serie, un Iron Man match de 30 minutos. El 25 de junio de 2015 (emitido el 1 de julio de 2015), The Wolves derrotaron a Dirty Heels para ganar los campeonatos en parejas. Con esta victoria, The Wolves compartieron con Beer Money, Inc. el récord por la mayor cantidad de reinados, con cuatro. El 28 de julio (emitido el 2 de septiembre), perdieron los títulos ante Brian Myers y Trevor Lee. The Wolves recuperaron los títulos a la semana siguiente en una revancha. Después de un breve feudo con Decay (Abyss & Crazzy Steve), The Wolves perdieron los títulos ante Beer Money, Inc. en Londres. Richards se lesionó en la lucha, y Edwards se embarcaría en una carrera individual. Empezó un feudo con Trevor Lee y Gregory Helms, desafiando a Lee a una lucha por el Campeonato de la División X de TNA, en una lucha en la que también participó DJ Z. El 12 de junio en Slammiversary, Edwards derrotó a Lee, DJ Z y Andrew Everett para ganar el Campeonato de la División X de TNA, marcando su primer título individual en TNA.

## En lucha
- Movimientos finales
  - Achilles lock[108][109]

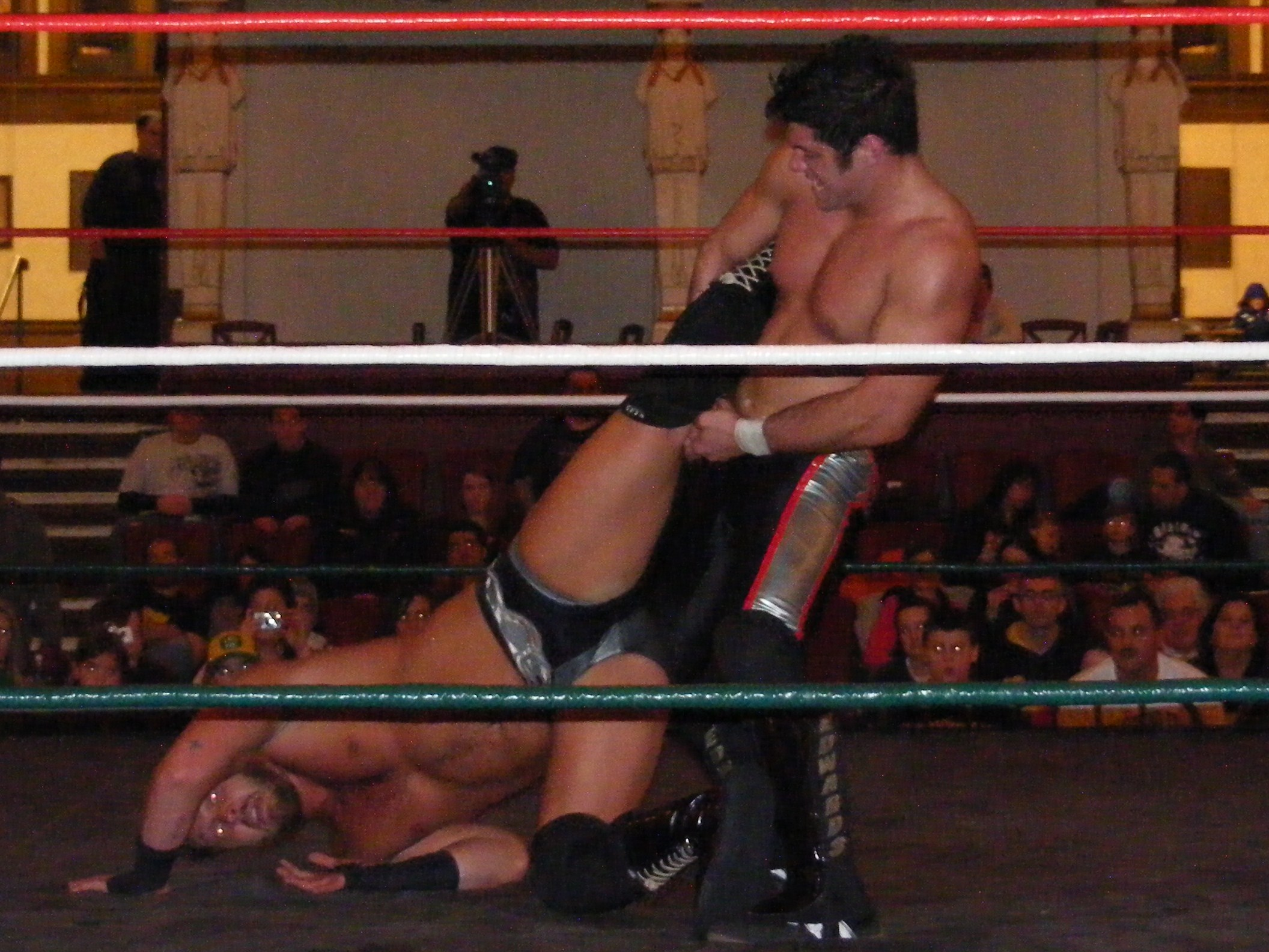
Edwards aplicándole un Achilles lock a Brian Fury en enero de 2011.

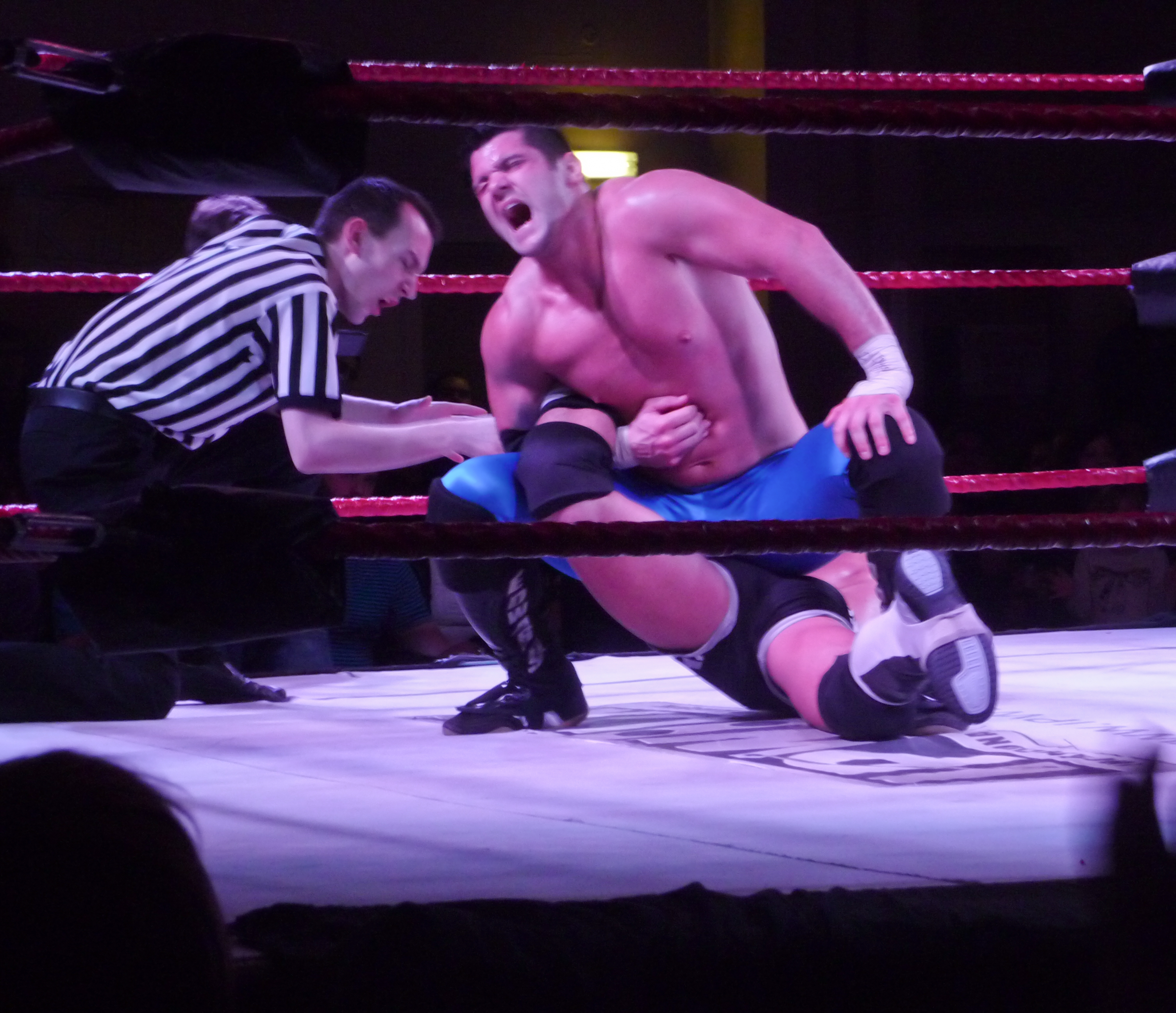
Edwards aplicándole un single leg Boston crab a Noam Dar en noviembre de 2011.

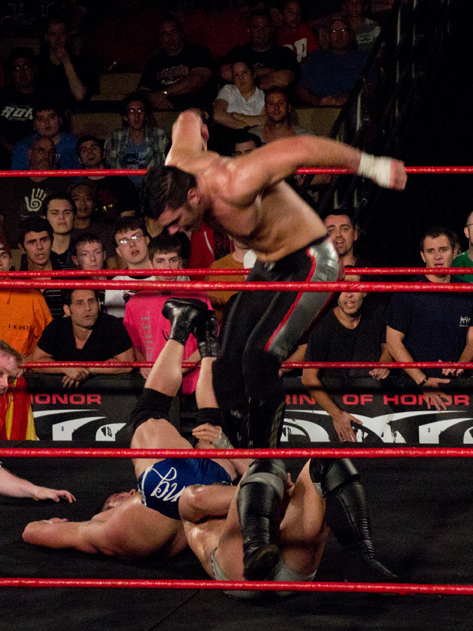
Edwards realizando su double foot stomp en Davey Richards en marzo de 2012.

  - Die Hard (Cross-legged fisherman buster)[4][2]
  - Die Hard Driver (Cross-legged sitout scoop slam piledriver)[110]
  - Dragon sleeper[111][112]
  - Single leg Boston crab[113]
  - Springboard moonsault[2]

- Movimientos de firma
  - Chin Checker (Backpack stunner)[2][113][114]
  - Diving double knee facebreaker[115][116][117]
  - Double foot stomp a la espalda de un oponente[118][119][120]
  - Falcon Arrow (Sitout suplex slam)[121][122]
  - Frankensteiner[119][123]

- Mánagers
  - Larry Sweeney[3]
  - Shane Hagadorn[124]
  - Sara Del Rey[124]
  - Dan Severn[70]

- Apodos
  - "Die Hard"[125]

## Campeonatos y logros
- Assault Championship Wrestling

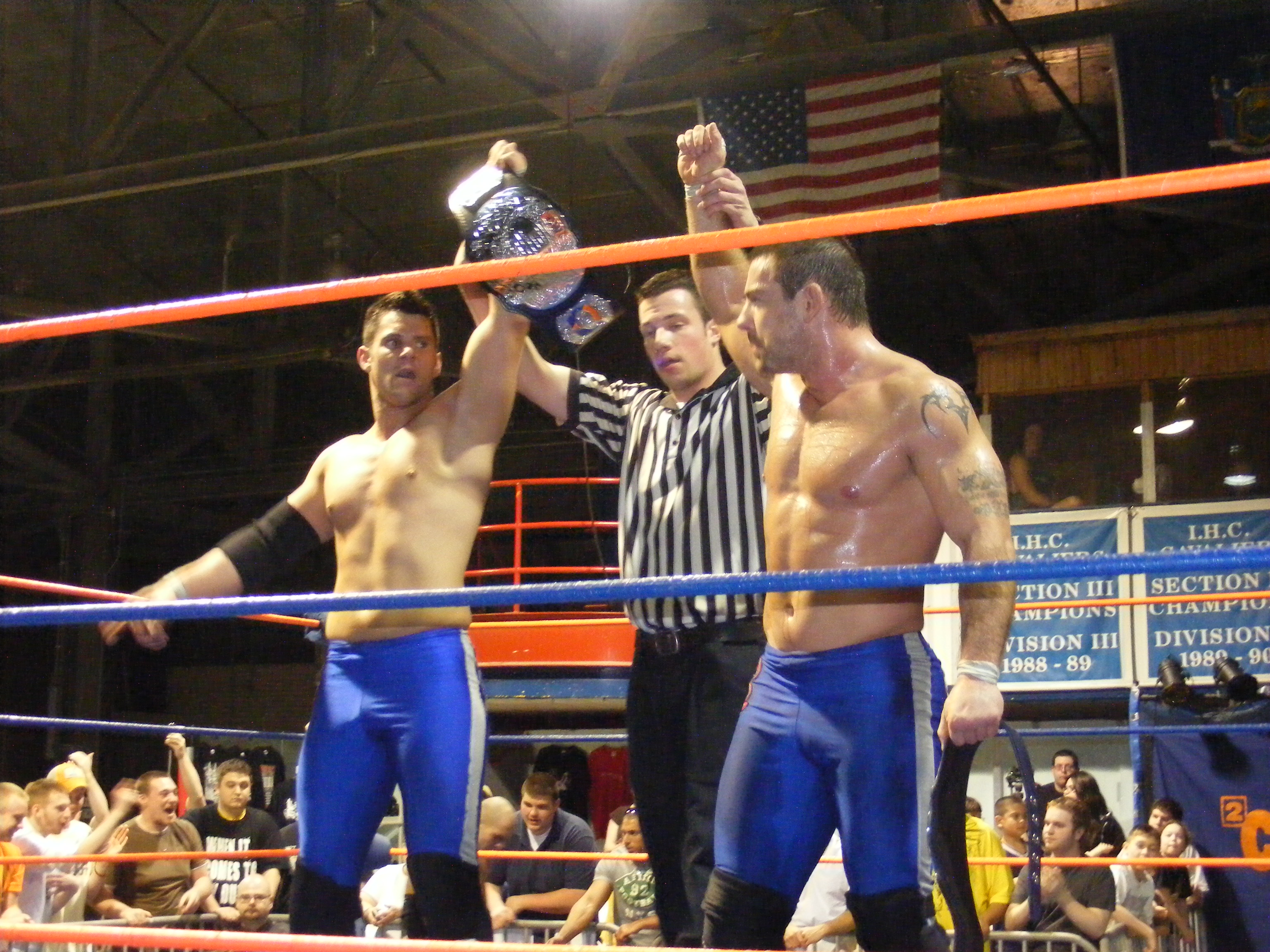
Edwards (izq.) con Davey Richards (derecha) tras ganar el Campeonato en Parejas de 2CW.

  - ACW Junior Heavyweight Championship (1 vez)

- Fight Club: Pro
  - Fight Club: Pro Championship (1 time)[126]

- Millennium Wrestling Federation
  - MWF Television Championship (1 vez)[5]

- New England Championship Wrestling
  - NECW Tag Team Championship (4 veces) – con D.C. Dillinger[127]
  - Iron 8 Championship Tournament (2006, 2007)[3]

- Ring of Honor
  - ROH World Championship (1 vez)[62]
  - ROH World Tag Team Championship (2 veces) – con Davey Richards[43][76]
  - ROH World Television Championship (1 vez, inaugural)[51][53]
  - Survival of the Fittest (2010)[59]
  - Triple Crown Championship (primero)[64]

- Squared Circle Wrestling
  - 2CW Tag Team Championship (1 vez) – con Davey Richards[6]

- Top Rope Promotions
  - TRP Heavyweight Championship (1 vez)[3]

- Total Nonstop Action Wrestling / Impact Wrestling
  - TNA World Heavyweight Championship/Impact World Championship (2 veces)
  - TNA World Tag Team Championship (5 veces) – con Davey Richards[94][96]
  - TNA X Division Championship (1 vez)
  - Call Your Shot Gauntlet (2019)
  - Turkey Bowl (2017) – con Allie, Richard Justice, Garza Jr., y Fallah Bahh
  - Triple Crown Championship (octavo)
  - IMPACT Year End Awards (3 veces)
    - Tag Team of the Year (2014) con Davey Richards
    - Match of the Year (2014) The Wolves vs. The Hardys vs. Team 3D on October 8
    - Match of the Year (2020) vs. Ace Austin vs. Trey vs. Eric Young vs. Rich Swann at Slammiversary[128]

- The Wrestling Revolver
  - PWR Tag Team Championship (1 vez, actual) – Davey Richards

- Premier Wrestling Xperience
  - PWX Tag Team Championship (1 vez) – con Roderick Strong[9]

- Pro Wrestling Illustrated
  - PWI lo situó en el #9  de los 500 mejores luchadores en el PWI 500 en 2011[129]

- Pro Wrestling NOAH
  - GHC Heavyweight Championship (1 vez)
  - Global Tag League Technique Award (2012) – con Colt Cabana[26]

- Wrestling Superstar
  - Wrestling Superstar Tag Team Championship (1 vez)[130] - con Davey Richards

- Wrestling Observer Newsletter
  - Equipo del año (2009) con Davey Richards[131]